# Quinton Aaron
Quinton Aaron (Nova Iorque, 15 de agosto de 1984) é um ator norte-americano que ficou mais conhecido por seu papel como Michael Oher no filme The Blind Side (br:Um Sonho Possível).

## Infância
Aaron nasceu no Bronx, Nova York, mas se mudou para Augusta, Georgia após o ensino fundamental.

## Carreira
Aaron fez sua estréia no cinema como Q no filme Be Kind Rewind de Michel Gondry, estrelado por Mos Def e Jack Black. Ele também apareceu em Veia de Lutador com Channing Tatum e Terrence Howard e co-estrelou em um curta-metragem chamado Mr. Brooklyn com Al Thompson (Liberty Kid, a Walk to Remember), dirigido por Jason Sokoloff.
Aaron apareceu em dois episódios da série de TV Law & Order (Temporada 17, episódio "Bling" como um guarda-costas e episódio de "Fallout" como um segurança).
Ele estrelou em seu primeiro papel principal como Michael Oher, contracenando ao lado de Sandra Bullock e Tim McGraw em Um Sonho Possível, lançado 20 de novembro de 2009. Dirigido por John Lee Hancock, o filme foi adaptado do livro de Michael Lewis de 2006, The Blind Side: Evolution of a Game, que apresenta a história real de Michael Oher. Oher tinha começado os dez primeiros jogos como guard durante a sua primeira temporada com os rebeldes Ole Miss, tornando-se um calouro primeiro-equipe All American, e mais tarde um tackle para o Baltimore Ravens.
Aaron fez o teste para o papel de Michael Oher depois que sua mãe descobriu sobre o casting online. Escolhido como finalista, ele foi levado de avião para Los Angeles para a audição final. Sem saber se ele tivesse sido bem sucedido, ele enfiou a mão no bolso em seu caminho para a porta e tirou um cartão, dizendo ao diretor John Lee Hancock que ele sabia que era difícil para ele conseguir o papel, mas que ele já havia trabalhado de segurança e gostaria de prestar este tipo de serviço para o filme. O diretor Hancock disse que iria pensar no assunto.
Em 24 de março de 2010, Aaron co-estrelou com Jill Scott em um episódio de Law & Order: Special Victims Unit. Em 28 de abril de 2010, Quinton foi convidado para estrelar em "We All Saw This Coming" episódio de Mercy. Em 4 de abril de 2011, Quinton co-estrelou no final da temporada da Harry's Law com a atriz Kathy Bates também de Um Sonho Possível.
Durante o jogo All-Star 2010 da Major League Baseball, Aaron participou do Legends Bell e celebridades jogo de softball Taco como um jogador da liga americana vitorioso.
Em 2015, Aaron rodou o filme Busy Day em Albuquerque, Novo México.

## Filmografia
| Ano  | Filme                                     | Papel                      | Nota | Escritor                                                |
| ---- | ----------------------------------------- | -------------------------- | --- | ------------------------------------------------------- |
| 2009 | The Blind Side                            | Michael "Big Mike" Oher    | Indicado — Black Reel Award: Best Breakthrough Performance Indicado — Teen Choice Awards 2010: Breakout Male Actor Indicado — MTV Movie Awards 2010: Best Breakout Star | John Lee Hancock, Michael Lewis                         |
| 2010 | Law & Order: Special Victims Unit         | Damien                     | 11ª Temporada, episódio 17 ("Disabled") |                                                         |
| 2011 | Harry's Law                               | Brian Jones                | |                                                         |
| 2011 | One Tree Hill                             | Tommy                      | 8ª temporada, episódio 14 ("Holding Out For a Hero") |                                                         |
| 2011 | The Hard Times of RJ Berger               | Jamal, Security for Weezer | 2ª Temporada, episódio 7 |                                                         |
| 2011 | Drop Dead Diva                            | Jacob Campbell             | 3ª Temporada, episódio 12 ("Bride-a-Palooza") |                                                         |
| 2013 | Paranormal Movie                          | Quinton                    | | Lisa Baget                                              |
| 2014 | The Appearing                             | Kenneth                    | | Daric Gates, Matthew J. Ryan                            |
| 2014 | Left Behind                               | Simon                      | | Jerry B. Jenkins, Tim LaHaye, Paul Lalonde, John Patus  |
| 2015 | My Favorite Five                          | T.I.                       | |                                                         |
| 2015 | Dancer and the Dame                       | Louis                      | |                                                         |
| 2016 | Halfway                                   | Byron                      | | Ben Caird                                               |
| 2016 | Mothers and Daughters                     | Dr. Hamilton               | |                                                         |
| 2016 | Traded                                    | Silas                      | |                                                         |
| 2016 | My First Miracle                          | Brandon                    | |                                                         |
| 2016 | Greater                                   | Treinador Aaron            | |                                                         |
| 2016 | Extraction: Genesis                       | Blade                      | |                                                         |
| 2016 | Hero of the Underworld                    | Tino                       | |                                                         |
| 2017 | It's Not My Fault and I Don't Care Anyway | Brian Calhoun              | |                                                         |
| 2017 | Jason's Letter                            | Troy James Sr.             | |                                                         |
| 2017 | Busy Day                                  | Ivan                       | Produzido por Tamas Nadas e Rian Bishop | Robert Toth (história original), Ron Weisberg (roteiro) |
| 2017 | Lowlifes                                  | Damen                      | |                                                         |
| 2018 | The Second Coming of Christ               | Michael                    | |                                                         |
| 2018 | Worthless                                 | Diretor Banks              | |                                                         |
| 2018 | Fishbowl California                       | Rad Chad                   | |                                                         |
| 2018 | Bad Company                               | Damen                      | |                                                         |
| 2018 | Aurora's Law                              | Dave                       | |                                                         |
| 2018 | The Fallen                                | Solomon Jones              | 1ª Temporada |                                                         |
| 2018 | Money Is King                             | Professor Edward Randolph  | |                                                         |
| 2018 | Hybristophilia                            | Tommy                      | |                                                         |